# مات بيل
مات بيل (بالإنجليزية: Matt Bell)‏ هو كاتب أمريكي، ولد في 29 أغسطس 1980 في ساغيناو في الولايات المتحدة.